# Râul Iara, Petrilaca
Râul Iara este un curs de apă, afluent al râului Petrilaca. 

## Hărți
- Harta județului Mureș